# ビラボーア

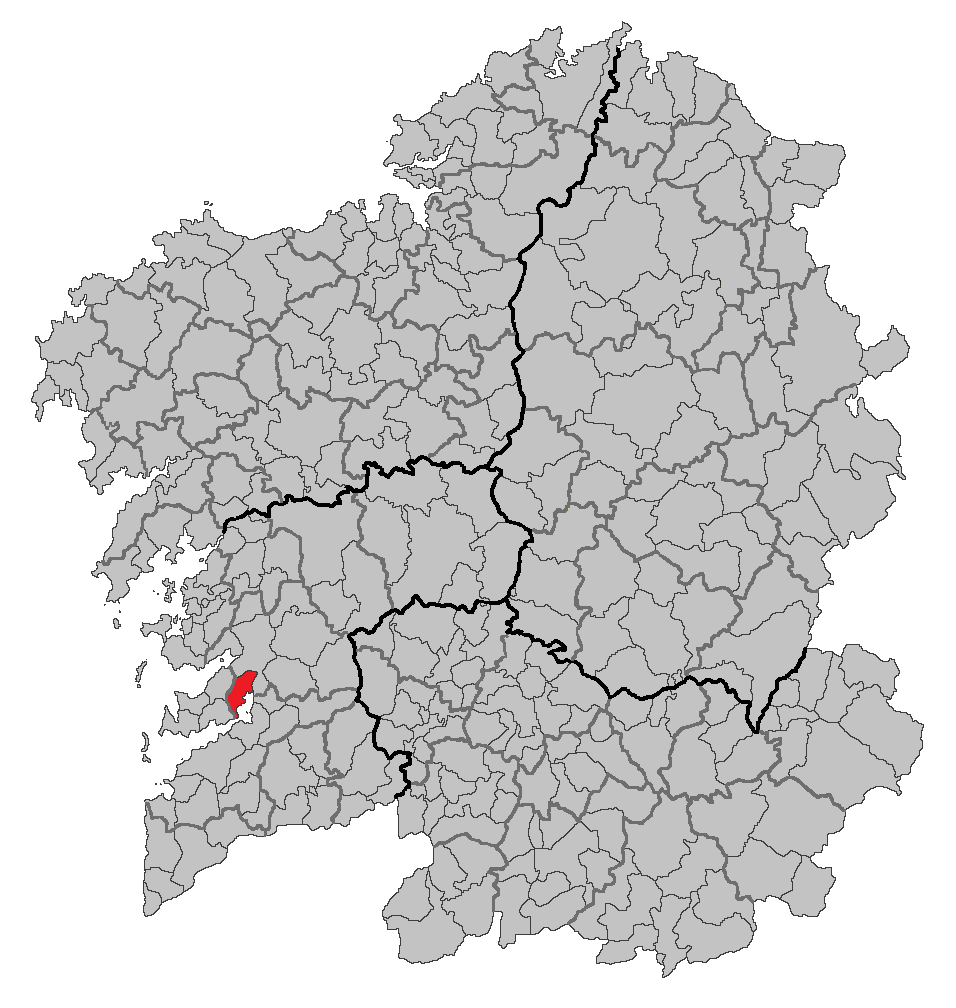
ガリシア州内の位置

ビラボーア（ガリシア語: Vilaboa）は、スペイン、ガリシア州、ポンテベドラ県の自治体、コマルカ・デ・ポンテベドラに属する。ガリシア統計局によると、2014年の人口は5,972人（2011年：6,024人、2010年：5,991人、2009年：5,978人）。住民呼称はvilaboés/-esa。
ガリシア語話者の自治体人口に占める割合は66.11％（2011年）。

## 地理
ビラボーアは、ポンテベドラ県の中部、リア・デ・ビーゴの最奥部に位置し、コマルカ・デ・ポンテベドラに属する。北から東はポンテベドラ、西はマリン、南西部はモアーニャの各自治体と隣接、東南部はリア・デ・ビーゴに面している。自治体の中心地区はビラボーア教区のオ・トウラル地区。
ビラボーアはカンガス司法管轄区に属す。

### 人口
| ビラボーアの人口推移 1900－2010                         |
|                                                         |
| 出典:INE（スペイン国立統計局）1900年 - 1991年、1996年 - |

住民は5の教区の64の地区（集落）に居住する。

## 政治
自治体首長はガリシア社会主義者党（PSdeG-PSOE）のホセ・ルイス・ポセイロ・マルティネス（José Luis Poceiro Martínez）、自治体評議員はガリシア社会主義者党：5、ガリシア民族主義ブロック（BNG）:4、ガリシア国民党（PPdeG）：4となっている（2011年5月22日の自治体選挙結果、得票順）。
| 1999年6月13日自治体選挙 |        |        |          |
| 政党                    | 得票数 | 得票率 | 獲得議席 |
| PPdeG                   | 1,389  | 36.34% | 5        |
| BNG                     | 1,275  | 33.36% | 4        |
| PSdeG-PSOE              | 1,134  | 29.67% | 4        |

| 2003年5月25日自治体選挙 |        |        |          |
| 政党                    | 得票数 | 得票率 | 獲得議席 |
| PSdeG-PSOE              | 1,379  | 35.51% | 5        |
| BNG                     | 1,361  | 35.05% | 5        |
| PPdeG                   | 860    | 22.15% | 3        |
| IVF                     | 255    | 6.57%  | 0        |

| 2007年5月27日自治体選挙 |        |        |          |
| 政党                    | 得票数 | 得票率 | 獲得議席 |
| PSdeG-PSOE              | 1,641  | 44.71% | 6        |
| BNG                     | 1,148  | 31.28% | 4        |
| PPdeG                   | 840    | 22.89% | 3        |

| 2011年5月22日自治体選挙 |        |        |          |
| 政党                    | 得票数 | 得票率 | 獲得議席 |
| PSdeG-PSOE              | 1,340  | 37.94% | 5        |
| BNG                     | 1,063  | 30.10% | 4        |
| PPdeG                   | 1,054  | 29.84% | 4        |

## 教区
ビラボーアは5の教区に分けられる。太字は自治体中心地区のある教区。
- コブレス（サント・アドラン）
- フィゲイリード（サント・アンドレー）
- サンタ・コンバ・デ・ベルトラ（サンタ・コンバ）
- サンタ・クリスティーナ・デ・コブレス（サンタ・クリスティーナ）
- ビラボーア（サン・マルティーニョ）